# Blanc guenar
Blanc Guénar lub Guénar – francuska moneta groszowa bita od 1385 roku, za czasów Karola VI. 
Była bita ze srebra, miała wagę ok. 3,26 g z czego 1.63 gramów to srebro. Zastąpiona w 1417 r. przez florette.